# Louise Brown
Louise Joy Brown (ur. 25 lipca 1978 w Oldham) – brytyjska urzędniczka pocztowa, pierwsze dziecko urodzone w wyniku zapłodnienia in vitro. Jej narodziny zostały okrzyknięte jednym z „najbardziej niezwykłych przełomów medycznych XX wieku”.

## Życiorys
Urodziła się w rodzinie Lesley i Johna Brownów, którzy bezskutecznie starali się o dziecko przez 9 lat. Zabieg zapłodnienia komórki jajowej jej matki nastąpił 10 listopada 1977. Chociaż media określały Brown jako „dziecko z probówki”, jej poczęcie nastąpiło w szalce Petriego. Za zabieg odpowiedzialni byli lekarze Patrick Steptoe i Robert Edwards oraz techniczka laboratoryjna Jean Purdy, która jako pierwsza zaobserwowała podział komórek zarodkowych Brown.
Louise Joy Brown urodziła się w Oldham's General Hospital w wyniku planowanego cesarskiego cięcia przeprowadzonego przez lekarza Johna Webstera. W 1982 urodziła się jej siostra Natalie, również poczęta metodą zapłodnienia in vitro. Była 40. dzieckiem tak poczętym, a także pierwszą taką osobą, która (naturalnie) urodziła dziecko.
W 1978 kardynał Albino Luciani, zapytany o reakcję na narodziny Louisy Brown, wyraził obawę, że sztuczna inseminacja może doprowadzić do wykorzystania kobiet jako „fabryki dzieci”. Zauważył też, że Brownowie chcieli mieć dziecko i nie potępia ich.
W 2004 Louise Brown poślubiła Wesleya Mullindera. Na ich ślubie był obecny Robert Edwards. Pierwszy syn pary, poczęty naturalnie, urodził się 20 grudnia 2006.